# Crònica d'una mort anunciada (pel·lícula)
Crònica d'una mort anunciada (títol original: Crònaca di una morte annunciata) és una adaptació cinematogràfica de la novel·la homònima del premi nobel colombià Gabriel García Márquez, publicada en 1981. Explica, en forma d'una reconstrucció periodística, la història de l'assassinat de Santiago Nasar pels germans bessons Vicari. La pel·lícula va ser dirigida per Francesco Rosi, amb un guió de Tonino Guerra. Està protagonitzada pels actors Rupert Everett, Ornella Muti, Anthony Delon, Irene Papes, Vicky Hernández i Gian Maria Volonté. La pel·lícula es va estrenar en el Festival de Cannes al maig de 1987. Va ser produïda entre Itàlia, Colòmbia i França.
Ha estat doblada al català.

## Argument
La novel·la va estar basada en fets reals que van passar a un familiar de García Márquez. L'escriptor va sentir la història d'una parella jove que s'havia casat en un poble de Sucre, Colòmbia, en 1951 i, en el dia que següent a les seves noces, el nuvi, Bayardo Sanromán, va rebutjar la promesa a causa de la pèrdua de la seva virginitat. La promesa pel que sembla va tenir relacions amb el seu promès anterior, Santiago Nasar, i després va ser perseguit i assassinat pels germans bessons de la promesa per venjar l'honor de la família.

## Repartiment
- Ornella Muti- Angela Vicario
- Rupert Everett - Bayardo San Román
- Gian Maria Volontè - Cristobal Bedoya
- Anthony Delon - Santiago Nasar
- Lucia Bosè - Placida Linero
- Irene Papas- mare d'Angela
- Sergi Mateu - Cristóbal, de jove
- Vicky Hernández - Clotilde Armaneta
- Alain Cuny - vídua Xius
- Carolina Rosi - Flora Miguel